# Індивідуальні трудові спори
Індивідуальні трудові спори — неурегульовані розбіжності з питань застосування трудового законодавства (та інших нормативних правових актів), які виникають між працівником і власником підприємства (установи, організації) або уповноваженим органом.

Індивідуальні трудові спори розглядають комісії по трудових спорах (КТС) і районні (міські) суди. Розгляд трудових спорів регламентується гл. XV Кодексу законів про працю України та Цивільним процесуальним кодексом України.

## Основні причини виникнення трудових спорів
- порушення законодавства про працю,  переведення на іншу роботу, розірвання трудового договору;
- порушення положень колективного договору;
- недостатнє знання трудового законодавства;
- помилкове розуміння працівниками обсягу й змісту своїх трудових прав і зобов'язань;
- висунення працівником вимог, що перевищують його права;
- ненаявність у законодавстві, трудовому або колективному договорі точних вказівок з приводу правового регулювання певних трудових відносин.